# Cantó de Còrdas d'Albigés
El Cantó Cordes-sur-Ciel és un cantó francès del departament del Tarn, a la regió d'Occitània. Està situat al districte d'Albi i té 17 municipis. El cap cantonal és Còrdas d'Albigés.

## Municipis
- Amarens
- Bornasèl
- Las Cabanas
- Còrdas d'Albigés
- Donasac
- Fraucelhas
- La Barta de Bluèis
- La Capèla Segalar
- Livèrs e Casèlas
- Lobèrs
- Mosièis e Panens
- Noalhas
- Sent Marcèl e Campas
- Sent Martin de la Guépia
- Soelh
- Totnac
- Vindrac e Alairac

## Història
| Data d'elecció                           | Identitat      | Partit        | Qualitat |
| ---------------------------------------- | -------------- | ------------- | -------- |
| 1979-1998                                | Roger Pégourié | UDF           |          |
| 1998-2004                                | Joël Ichanson  | PS            |          |
| 2004-                                    | Henri Narbonne | Divers droite |          |
| les dades anteriors no són pas conegudes |                |               |          |
|                                          |                |               |          |

## Demografia
| 1962  | 1968  | 1975  | 1982  | 1990  | 1999  | 2006  |
| ----- | ----- | ----- | ----- | ----- | ----- | ----- |
| 3.902 | 4.141 | 3.761 | 3.636 | 3.518 | 3.640 | 3.802 |